# Mimésis

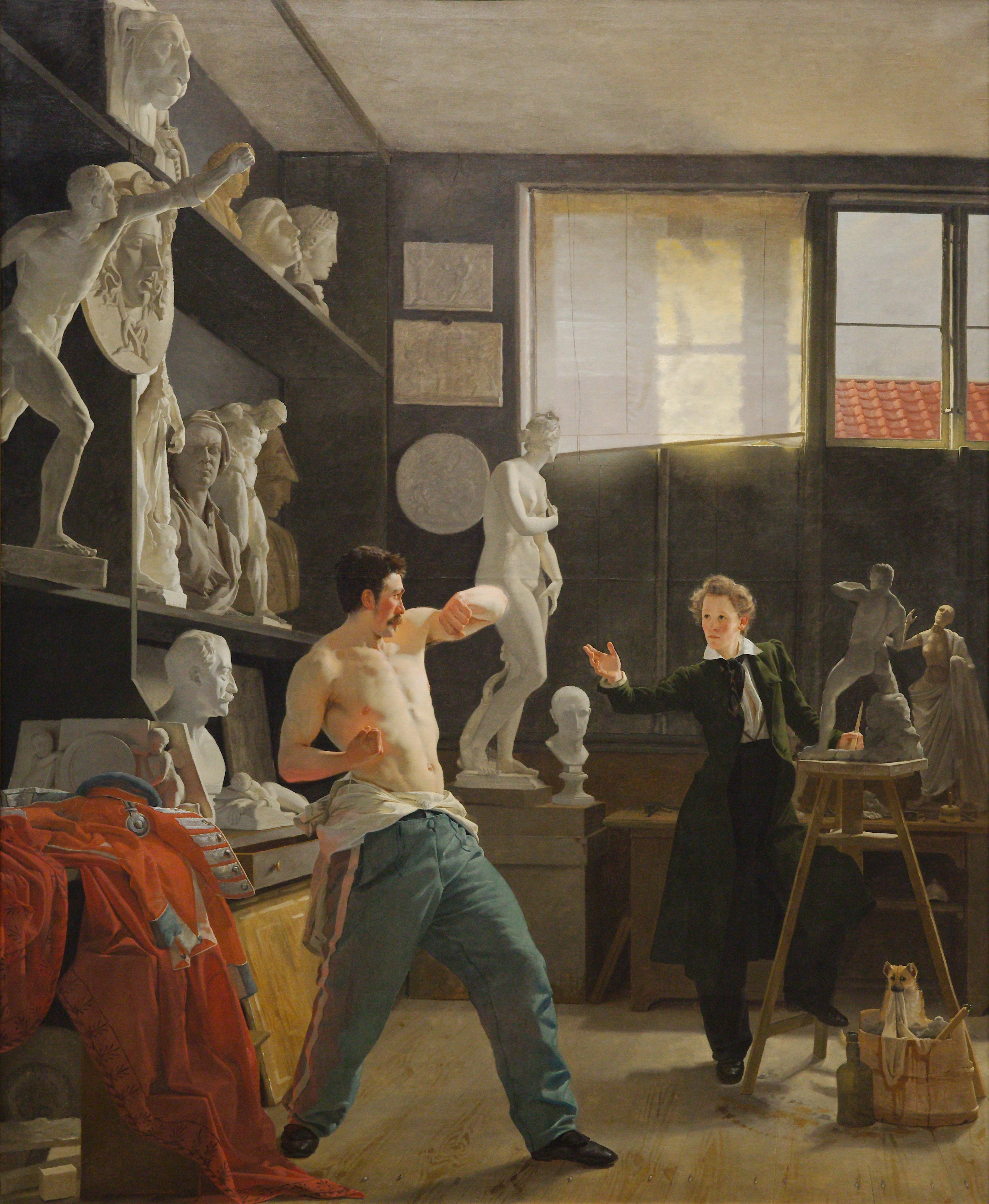
Wilhelm Bendz: Sochař Christen Christensen pracuje s živým modelem ve svém studiu, 1827

Mimésis (řec. μίμησις, odvozeno od slova μιμεîσθαι, mimeisthai, napodobovat), v počeštěné podobě také mimese nebo mimeze, znamená napodobení nebo znázornění. Od dob antických funguje jako jeden ze základních konceptů úvah nad uměním, zejména v rámci estetiky a literární vědy. Klíčovou roli hrálo pojetí umění jako nápodoby u Platóna a Aristotela, později především v raněnovověkém pohledu na uměleckou tvorbu. Z moderních autorů se problému mimésis věnovali Erich Auerbach (mimésis jako obraz reality), Roland Barthes (mimésis jako iluze), Gérard Genette (mimésis jako diegésis) či Paul Ricoeur (mimésis jako poznání). S pojmem mimésis je také spojena otázka, co přesně je napodobováno (zda jsou to například ideje věcí, příroda sama, vnitřní prožitek člověka, či příroda a klasičtí autoři) a jaký má umělecké dílo přesně vztah k napodobovanému objektu či jevu (zda jde o pasivní nápodobu přírody, nebo o její nové uspořádání a kreativní vytváření nového univerza). Mimésis má blízko také k pojmu realismus.

## Starší koncepce

### Platón
Původní řecké slovo mimésis znamenalo také „smyslové zpředmětnění, předvedení, vyjádření pravděpodobnosti“. Primární význam „nápodoba“ převládl až díky pozdějšímu latinskému překladu „imitatio“. Úvahy o mimésis začaly již u předsókratiků, kdy byl pojem vztahován kromě umění také na vědy a řemesla. Platón později tematizoval mimésis ve svém dialogu Ión, a především pak v Ústavě (Knihy II, III a kniha X.). V dialogu Ión tvrdil, že poezie je uměním božské posedlosti nebo inspirací. Ve III. knize Ústavy rozlišil básnickou řeč na mimésis a diegésis – zatímco mimésis vytváří iluzi, že mluvčím pronášeného je někdo jiný, u diegésis se mluvčí sám prezentuje jako autor (v moderních pojmech „showing“ a „telling“, popřípadě přímá řeč a nepřímá řeč). V X. knize se k básnictví vrátil a vykázal je ze svého ideálního státu, neboť básnictví je podle něj až na „třetím místě od pravdy“ – básníci totiž, kdykoliv napodobují jevy reálného světa, napodobují napodobeniny idejí.

### Aristotelés
Aristotelés pojednal o mimésis ve své Poetice. Ačkoliv byl Platónem ovlivněn, je jeho dílo stavěno do protikladu k Platónově koncepci. Aristotelés chápal mimésis jako typicky lidský sklon, antropologickou konstantu, kterou se člověk odlišuje od zvířete. Omezil mimésis na poezii (ve smyslu literatury), hudbu a výtvarné umění; vizuální a poetická mimésis mají přitom v jeho pojetí styčné body. Cílem básníků a malířů nemá být přesné vyobrazení jednotlivé věci, nýbrž její vylepšení a univerzalizace, tedy proměna v dílo schopné vypovídat o světě vůbec. Místo toho, aby umělec přesně zachytil, co se stalo (jak to činí historik), má zachytit daný jev v souladu s pravidly pravděpodobnosti a nutnosti. I v případě, že tvůrce pracuje s reálnými událostmi, má z nich svými zásahy učinit skutečnost „vyššího“ řádu; umělec tedy nemá zachycovat to, co vzniklo působením přírody, nýbrž napodobovat přírodu jako tvořivou sílu.

### Antická historiografie
Přestože Aristotelés rozlišoval literaturu mimetickou (uměleckou, založenou na pravděpodobnosti) a nemimetickou (historiografickou), začalo se později užívat pojmu mimésis také v kontextu historiografických textů, a to nejpozději od 1. století př. n. l. Prvním významným historikem, který s pojmem mimésis pracoval, byl Duris ze Samu ve 3. století př. n. l. Podobně k věci přistupoval také Dionýsios z Halikarnassu, když napsal, že Hérodotos dokázal při popisu historických událostí lépe napodobovat osobnosti, zatímco Thúkydidés vynikal nápodobou citů. Thúkydida však kritizoval za to, že ve svém podání veřejných projevů slavných osobností (například Perikla) nebyl dostatečně věrný tomu, jak by v dané situaci daný projev pravděpodobně vypadal, čímž se proti konceptu mimésis prohřešoval. Mimetičnost vyžadoval od historiografických spisů také významný teoretik Pseudo-Longinos ve svém spise O vznešenu (1. století). V římské antice, počínaje Dionýsiem z Halikarnassu, se koncept mimésis (respektive imitatio) rozšířil z napodobování přírody také na imitaci starších autorů, vnímaných jako kvalitní. Seznamy tvůrců hodných napodobení pak byly významnou součástí literárního života, byť nepanovala shoda, zda imitovat pouze jednoho vybraného spisovatele.

### Pozdní antika a středověk
V pozdní antice a v průběhu středověku vedle sebe fungovaly obě koncepce, platónská (nedůvěra k mimezi jako nedokonalé a odvozené kopii reality) i aristotelská (vnímání mimésis jako organizace lidských zkušeností a jejich opatřování smyslem). Svatý Augustin vycházel z Platóna a byl vůči mimésis tvrdý – napsal, že dramata a poezie jsou nebezpečné svým působením na člověka a tím, že vytvářejí klamné fantazijní obrazy (fantasmata). Na jeho kritiku navázali středověcí encyklopedisté jako Isidor ze Sevilly nebo Hrabanus Maurus. Středověké pojetí nápodoby se v platónovském duchu zaměřilo na Bohu jakožto zdroj kreativity a předmět nápodoby, byť více v praktickém životě než v umělecké tvorbě (imitatio Christi). Aristotelské pojetí bylo do dalších období přeneseno především prostřednictvím Horatiova dopisu O umění básnickém (De arte poetica). Ve vrcholném a pozdním středověku pak hrál významnou roli zejména překlad Averroova komentáře k Poetice od Hermanna Alemanna z roku 1256; v tomto překladu se užívá pojmu assimilatio (připodobnění).

### Raný novověk a 19. století
Aristotelsko-horatiovská tradice měla pak značný vliv též v raněnovověkém estetickém myšlení – v Itálii je převzali raní teoretikové klasicismu jako Antonio Minturno, Lodovico Castelvetro nebo Joseph Justus Scaliger. V renesanční Anglii se k Aristotelově pojetí přihlásili Roger Ascham nebo Philip Sidney. Ačkoliv bylo umění někdy chápáno jako „pouhá“ reprodukce, mnohdy bylo coby kreativní tvorba přinášející vzdělání a potěšení stavěno nad samotnou přírodu – například Sidney pojal ve své Obraně básnictví (An Apology for Poetry, 1595) mimésis jako vytváření „zlatého světa“, jenž stojí nad „mosazným světem“ reality. Jedním z klíčových textů renesance a osvícenství byl Senecův dopis Lucilovi č. 84, ve kterém bylo doporučeno, aby autor sbíral materiály z mnoha zdrojů a následně je strávil a seskládal do nové podoby.
Debaty o podstatě mimésis a o tom, do jaké míry by měla být užívána v moderní tvorbě, pokračovaly také v 18. století, zejména v otázce napodobování klasických děl. Významný německý estetik Johann Joachim Winckelmann napsal v eseji Myšlenky o imitování řeckých děl v malířství a sochařství (Gedanken über die Nachahmung der griechischen Werke in der Malerei und Bildhauerkunst, 1755), že nápodoba antických umělců je jediný způsob, jak se stát velkými a nenapodobitelnými. Ve stejné době jiní myslitelé začali pokládat stále silnější důraz na individuálního génia a jednoduchou imitaci odsuzovali – například anglický myslitel a básník Edward Young ve svých Úvahách o původní tvorbě (Conjectures on Original Composition, 1759), německý filosof Immanuel Kant v Kritice soudnosti (Kritik der Urteilskraft, 1790) nebo anglický básník a výtvarník William Blake. V období romantismu pak význam koncepce mimésis jako imitatio značně poklesl, neboť autoři se vůči svým předchůdcům často snažili spíše vymezovat. Rozšířeným pojetím bylo v romantismu chápání umění jako nápodoby vnitřních obrazů, což je teze, kterou razil například německý myslitel Friedrich Schleiermacher. K platónsko-aristotelskému chápání mimésis jako nápodoby světa v uměleckém díle se pak otevřeně přihlásili také teoretikové literárního realismu; tento přístup chápali jako obdobu svých snah.
Kromě teorií mimésis v umění se v průběhu historie rozvíjela také pojetí mimésis jako základního kamene mezilidských vztahů a lidského života vůbec. K reprezentantům tohoto typu myšlení patřil v 18. století Denis Diderot, později pak sociolog Gabriel Tarde (který vysvětloval fungování civilizací tím, že jedinci imitují jiné jedince, přičemž kultura se postupně stává stále komplexnější) nebo psycholog Sigmund Freud (který navazoval na Tarda a do centra svých psychoanalytických teorií postavil ego jako produkt identifikace s ostatními a jejich nápodoby).

## Moderní koncepce
V roce 1946 vydal Erich Auerbach knihu Mimesis. Zobrazení skutečnosti v západoevropských literaturách (Mimesis. Geschichte des abendländischen Realismus, 1946), na ploše dvaceti kapitol zachycující proměny práce s mimésis v různých obdobích západoevropské literatury a jejich sociálněhistorického pozadí. Tato kniha, jež se stala jedním ze základních kamenů pro studium literární komparatistiky a literární historie, chápe mimésis jako věrný obraz reality, a tím se vymezuje vůči formalistickému přístupu. Auerbachovo pojetí kritizovali především v 60. a 70. letech další literární vědci, kteří rozuměli mimésis pouze jako mimetické iluzi, neboť jazyk a jazykové dílo může referovat pouze k jazyku, a tudíž nezobrazuje skutečnost.
K významným kritikům patřil obzvláště Roland Barthes, který tvrdil, že reálno je nereprezentovatelné, ač se o to lidé v literatuře pokoušeli. Jazyk a vyprávění si podle něj konstruují vlastní svět, a jsou tudíž autoreferenční, byť zároveň vznikají v určitém okamžiku dějin a vztahují se jak k nim, tak k jiným textům. Ve své významné eseji „Efekt reálného“ (1968) popsal, jak je v literárním realismu pomocí „zbytečných detailů“ navozována iluze toho, že je pojednáváno o reálném světě, a na základě toho je pak text vnímán jako pravděpodobný. Cílem literární mimésis tak podle něj není vytvoření iluze reálného světa, ale iluze pravdivého diskurzu o reálném světě. Gérard Genette postavil svou koncepci na platónsko-aristotelském pojetí mimésis a diegésis (vyprávění), avšak tuto klasickou dvojici upravil na „vyprávění o slovech“ a „vyprávění o událostech“. Tvrdil přitom, že ačkoliv „vyprávění o slovech“ (tedy monology, dialogy, citace) by se v platónském slova smyslu označovaly za mimésis, o skutečnou nápodobu se nejedná. Verbální projev podle něj nenapodobuje realitu, místo toho představuje řeč (jazykový akt), a jelikož dokonalá nápodoba není nápodoba, ale věc sama, o mimésis v tomto případě nelze mluvit. Mimésis je pro Genetta pouze nedokonalá nápodoba, tedy vyprávění, tudíž to, co klasičtí řečtí filosofové označovali jako diegésis.
Paul Ricoeur vyšel z aristotelovské pojmové dvojice mimésis (napodobení) a mythos (uspořádaný sled událostí) a znovu zdůraznil názor, že mimésis není pouhou imitací, nýbrž tvořivá a dynamická činnost. Mythos podle něj vzniká uspořádáním faktů, činů a událostí prostřednictvím mimésis. Mimetickou aktivitu rozdělil Ricoeur do tří fází – mimesis I je poznáváním a osvojováním světa (předporozumění), mimesis II je konfigurací času a narativu do podoby literární fikce, a konečně mimesis III je rekonstrukce a doplňování prostřednictvím aktu četby.